# Кулик Віталій Романович
Віталій Романович Кулик (нар. 30 жовтня 2000, м. Кролевець Кролевецького (нині Конотопського району) Сумської області — пом.. 14 квітня 2022, м. Київ) — військовослужбовець артилерійського взводу 58-мої окремої мотопіхотної бригади Збройних Сил України, учасник російсько-української війни, що загинув під час російського вторгнення в Україну 2022 року.

## Життєпис
Народився 30 жовтня 2000 року в м. Кролевці Кролевецького (нині - Конотопського району) на Сумщині. 
Після закінчення Глухівського агротехнічного фахового коледжу Сумського національного аграрного університету розпочав військову службу в ЗС України. 
З початком повномасштабного російського вторгнення в Україну проходив військову службу за контрактом в артилерійському дивізіоні артилерійської батареї  58-мої окремої мотопіхотної бригади. 
Згідно повідомлення Кролевецької міської ради, військовослужбовець отримав тяжке поранення у боях з російськими окупантами поблизу м. Ніжина на Чернігівщині. 14 квітня 2022 року помер в лікувальному закладі м. Києва. 
15 квітня 2022 року кролевчани живим ланцюгом у мікрорайоні Гайовий зустрічали померлого Героя.

## Нагороди
- орден «За мужність» III ступеня (2022, посмертно) — за особисту мужність і самовіддані дії, виявлені у захисті державного суверенітету та територіальної цілісності України, вірність військовій присязі.